# Пам'ятки археології Первомайського району (Харківська область)
У Первомайському районі Харківської області на обліку перебуває 47 пам'яток археології.
| № з/п | Охоронний № | Місцезнаходження об'єкту | Назва об'єкту                                  | Дослідник, рік обстеження                                                              | Розміри          | Кат     | Рішення Харківського ОВК, накази УКіТ | Охоронна зона: розміри, Рішення Харківського ОВК, накази УКіТ |
| ----- | ----------- | --- | ---------------------------------------------- | -------------------------------------------------------------------------------------- | ---------------- | ------- | ------------------------------------- | ------------------------------------------------------------- |
| 1.    | 1954        | с. Берека Берецької с/р | Поселення зрубної культури XV-XIII ст. до н.е. | Шрамко Б.А., д.і.н. 1956р.                                                             | Площа 100х80 м   | місцева | № 196 від 16.04.84р.                  | 50 м.№197 від 16.04.84р.                                      |
| 2.    | 2598        | -<<- | Кургани. 10.III тис. до н.е. – I тис. н.е.     | Шрамко Б.А. д.і.н., Міхеєв В.К., д.і.н., Грубник-Буйнова Л.П., археол. 1977р.          | Вис. 0,5-1,5 м   | -<<-    | № 975 від 18.09.97р.                  |                                                               |
| 3.    | 2351        | сел. Більшовик Єфремівської с/р | Кургани. 4.III тис. до н.е. – I тис. н.е.      | -<<-                                                                                   | Вис. 0,5-1,0 м   | -<<-    | № 161 від 18.04.88р.                  | 10 м. Наказ УКіТ №19 від 17.02.2005р.                         |
| 4.    | 1745        | с. Верхній Бишкин Верхньобишкинської с/р, на північ від села                                                                               | Поселення-I, скіфського часу VI-IV ст. до н.е. | Міхеєв В.К., д.і.н., Андрієнко В.П., к.і.н. 1970р.                                     | Площа 150х90 м   | -<<-    | № 13 від 12.01.81р.                   | 50 м.№197 від 16.04.84р.                                      |
| 5.    | 1746        | с. Верхній Бишкин Верхньобишкинської с/р, на північний захід від села                                                                      | Поселення-II, скіфського часу V-II ст. до н.е. | Шрамко Б.А., д.і.н., Міхеєв В.К., д.і.н., Андрієнко В.П., к.і.н. 1970р.                | Площа 200х80 м   | -<<-    | -<<-                                  | 50 м.№197 від 16.04.84р.                                      |
| 6.    | 2151        | с. Верхній Бишкин Верхньобишкинської с/р                                                                                                   | Поселення салтівської культури VIII-X ст. н.е. | -<<-                                                                                   | Площа 200х100 м  | -<<-    | № 118 від 17.03.86р.                  |                                                               |
| 7.    | 2152        | с. Верхня Орелька Верхньоорельської с/р | Кургани. 10.III тис. до н.е. – I тис. н.е.     | Шрамко Б.А., д.і.н., Міхеєв В.К., д.і.н., Грубник-Буйнова Л.П. археол. 1977р.          | Вис. 0,5-2,0 м   | -<<-    | -<<-                                  |                                                               |
| 8.    | 2599        | с. Веселе Закутнівської с/р | Кургани. 2.III тис. до н.е. – I тис. н.е.      | -<<-                                                                                   | Вис. 1,2-2,0 м   | -<<-    | № 975 від 18.09.97р.                  |                                                               |
| 9.    | 1955        | с. Дмитрівка Дмитрівської с/р | Кургани. 15.III тис. до н.е. – I тис. н.е.     | Шрамко Б.А., д.і.н., Міхеєв В.К., д.і.н., Грубник-Буйнова Л.П. археол. 1973р.          | Вис. 1,0-2,0 м   | -<<-    | № 196 від 16.04.84р.                  | 50 м.№197 від 16.04.84р.                                      |
| 10.   | 2153        | с. Єфремівка Єфремівської с/р | Кургани. 9.III тис. до н.е. – I тис. н.е.      | Шрамко Б.А., д.і.н., Міхеєв В.К., д.і.н., Грубник-Буйнова Л.П. археол. 1977р.          | Вис. 0,5-2,0 м   | -<<-    | № 118 від 17.03.86 р.                 |                                                               |
| 11.   | 2154        | с. Закутнівка Закутнівської с/р | Кургани. 20.III тис. до н.е. – I тис. н.е.     | -<<-                                                                                   | Вис. 1,0-2,8 м   | -<<-    | № 118 від 17.03.86р.                  |                                                               |
| 12.   | 2600        | с. Зеленівка Суданської с/р | Кургани. 2.III тис. до н.е. – I тис. н.е.      | -<<-                                                                                   | Вис. 0,8-1,0 м   | -<<-    | № 975 від 18.09.97р.                  |                                                               |
| 13.   | 2352        | с. Картамиш Картамишської с/р | Кургани. 17.III тис. до н.е. – I тис. н.е.     | -<<-                                                                                   | Вис. 0,2-2,5 м   | -<<-    | № 161 від 18.04.88р.                  | 10 м. Наказ УКіТ №19 від 17.02.2005р.                         |
| 14.   | 2601        | с. Киселі Киселівської с/р | Кургани. 7.III тис. до н.е. – I тис. н.е.      | -<<-                                                                                   | Вис. 0,4-6,0 м   | -<<-    | № 975 від 18.09.97р.                  |                                                               |
| 15.   | 1956        | с. Красиве Одрадівської с/р | Кургани. 10.III тис. до н.е. – I тис. н.е.     | Багалій Д.І., історик1905р.                                                            | Вис. 0,8-2,0 м   | -<<-    | № 196 від 16.04.84р.                  | 50 м.№197 від 16.04.84р.                                      |
| 16.   | 1957        | с. Мар’ївка Дмитрівської с/р | Кургани. 10.III тис. до н.е. – I тис. н.е.     | Шрамко Б.А., д.і.н., Міхеєв В.К., д.і.н., Грубник-Буйнова Л.П. археол. 1977р.          | Вис. 1,0-3,5 м   | -<<-    | -<<-                                  | 50 м.№197 від 16.04.84р.                                      |
| 17.   | 2155        | с. Михайлівка Михайлівської с/р | Кургани. 42.III тис. до н.е. – I тис. н.е.     | -<<-                                                                                   | Вис. 0,5-2,5 м   | -<<-    | № 118 від 17.03.86р.                  |                                                               |
| 18.   | 1958        | с. Одрадове Одрадівської с/р | Кургани. 20.III тис. до н.е. – I тис. н.е.     | Багалій Д.І., історик1905р.                                                            | Вис. 0,8-4,0 м   | -<<-    | № 196 від 16.04.84р.                  | 50 м.№197 від 16.04.84р.                                      |
| 19.   | 1959        | с. Ржавчик Ржавчикської с/р | Кургани. 16.III тис. до н.е. – I тис. н.е.     | Шрамко Б.А., д.і.н., Міхеєв В.К., д.і.н., Грубник-Буйнова Л.П. археол. 1977р.          | Вис. 1,1-2,2 м   | -<<-    | -<<-                                  | 50 м.№197 від 16.04.84р.                                      |
| 20.   | 2602        | с. Роздолля Роздольської с/р | Кургани. 5.III тис. до н.е. – I тис. н.е.      | -<<-                                                                                   | Вис. 1,0-2,0 м   | -<<-    | № 975 від 18.09.97р.                  |                                                               |
| 21.   | 2261        | с. Совєтське Картамишської с/р | Кургани. 9.III тис. до н.е. – I тис. н.е.      | -<<-                                                                                   | Вис. 0,8-2,0 м   | -<<-    | № 183 від 20.04.87р.                  |                                                               |
| 22.   | 1960        | с. Сумці Михайлівської с/р | Кургани. 23.III тис. до н.е. – I тис. н.е.     | -<<-                                                                                   | Вис. 0,5-2,5 м   | -<<-    | № 196 від 16.04.84р.                  | 50 м.№197 від 16.04.84р.                                      |
| 23.   | 2603        | с. Тимченки Миронівської с/р | Кургани. 3.III тис. до н.е. – I тис. н.е.      | -<<-                                                                                   | Вис. 1,6-1,8 м   | -<<-    | № 975 від 18.09.97р.                  |                                                               |
| 24.   |             | с. Верхній Бишкин Верхньобишкинської с/ради. 6 курганів, розташовані на південь та південний схід від східної околиці села                 | Кургани                                        | Ревенко В.І., зав. відділу охорони пам’яток ХІМ. 2001 р.III тис. до н.е. – I тис. н.е. | вис. 0,5-1,5 м   | Об’єкт  | Наказ УКіТ №25 від 02.03.05р.         |                                                               |
| 25.   |             | с. Грушине Грушинської с/ради. 2 кургани, розташовані на південний захід за 1,5 км та на північний схід за 1 км від південної околиці села | – << –                                         | – << –                                                                                 | вис. 0,2-0,3 м   | Об’єкт  | Наказ УКіТ №25 від 02.03.05р.         |                                                               |
| 26.   |             | с. Кам’янка Киселівської с/ради. 4 кургани, розташовані на північ від північно-східної околиці села                                        | – << –                                         | – << –                                                                                 | вис. 0,3 – 1,0 м | Об’єкт  | Наказ УКіТ №25 від 02.03.05р.         |                                                               |
| 27.   |             | с. Кіптівка Миронівської с/ради. 3 кургани розташовані на південь від села за 1 км                                                         | – << –                                         | – << –                                                                                 | вис. 0,5-1,5 м   | Об’єкт  | Наказ УКіТ №25 від 02.03.05р.         |                                                               |
| 28.   |             | с-ще Комсомольське Берецької с/ради. 2 кургани, розташовані на південний захід від селища за 0,5 км                                        | – << –                                         | – << –                                                                                 | вис. 0,4-1,0 м   | Об’єкт  | Наказ УКіТ №25 від 02.03.05р.         |                                                               |
| 29.   |             | с-ще Красне Красненської с/ради. 5 курганів, розташовані на південни захід від селища                                                      | – << –                                         | – << –                                                                                 | вис. 0,3-5,5 м   | Об’єкт  | Наказ УКіТ №25 від 02.03.05р.         |                                                               |
| 30.   |             | с-ще Краснопавлівське Роздольської с/ради. 1 курган, розташований на південь від селища за 1 км                                            | Курган                                         | – << –                                                                                 | вис. 1,0 м       | Об’єкт  | Наказ УКіТ №25 від 02.03.05р.         |                                                               |
| 31.   |             | с. Лозівське Картамиської с/ради. 13 курганів, розташовані на північний захід, на північний схід та на південно-східній околиці села       | Кургани                                        | – << –                                                                                 | вис. 0,4-3,0 м   | Об’єкт  | Наказ УКіТ №25 від 02.03.05р.         |                                                               |
| 32.   |             | с. Максимівка Одрадівської с/ради. 2 кургани, розташовані на південний захід від села за 2,2 км                                            | – << –                                         | – << –                                                                                 | вис. 2,0-2,5 м   | Об’єкт  | Наказ УКіТ №25 від 02.03.05р.         |                                                               |
| 33.   |             | с. Миронівка Миронівської с/ради. 4 кургани, розташовані на схід, на південь та на південний захід від села                                | – << –                                         | – << –                                                                                 | вис. 0,3-3,5 м   | Об’єкт  | Наказ УКіТ №25 від 02.03.05р.         |                                                               |
| 34.   |             | с. Нова Семенівка Красненської с/ради. 5 курганів, розташовані навколо села                                                                | – << –                                         | – << –                                                                                 | вис. 0,3-0,5 м   | Об’єкт  | Наказ УКіТ №25 від 02.03.05р.         |                                                               |
| 35.   |             | с. Новоберецьке Єфремівської с/ради. 1 курган, розташований на південний захід від села за 3 км                                            | Курган                                         | – << –                                                                                 | вис. 0,3 м       | Об’єкт  | Наказ УКіТ №25 від 02.03.05р.         |                                                               |
| 36.   |             | с. Олексіївка Олексіївської с/ради. 10 курганів, розташовані на північ та на схід від села                                                 | Кургани                                        | – << –                                                                                 | вис. 0,2-3,0 м   | Об’єкт  | Наказ УКіТ №25 від 02.03.05р.         |                                                               |
| 37.   |             | с. Перерізнівка Киселівської с/ради. 1 курган, розташований на південний схід від села за 1 км                                             | Курган                                         | – << –                                                                                 | вис. 0,6 м       | Об’єкт  | Наказ УКіТ №25 від 02.03.05р.         |                                                               |
| 38.   |             | с. Побєда Суданської с/ради. 5 курганів, розташовані на північ та на схід від села                                                         | Кургани                                        | – << –                                                                                 | вис. 0,3-1,5 м   | Об’єкт  | Наказ УКіТ №25 від 02.03.05р.         |                                                               |
| 39.   |             | с-ще Правда Правденської с/ради. 7 курганів розташовані на північ, на схід та на південний захід від селища                                | – << –                                         | – << –                                                                                 | вис. 0,5-3,0 м   | Об’єкт  | Наказ УКіТ №25 від 02.03.05р.         |                                                               |
| 40.   |             | с. Семенівка Єфремівської с/ради. 4 кургани, розташовані на південний захід від села за 2,5 км                                             | – << –                                         | – << –                                                                                 | вис. 0,4-1,3 м   | Об’єкт  | Наказ УКіТ №25 від 02.03.05р.         |                                                               |
| 41.   |             | с. Суданка Суданської с/ради. 6 курганів, розташовані на захід та на північний схід від села                                               | – << –                                         | – << –                                                                                 | вис. 0,5-2,3 м   | Об’єкт  | Наказ УКіТ №25 від 02.03.05р.         |                                                               |
| 42.   |             | с-ще Червоне Знамено Красненської с/ради. 1 курган, розташований на північ від селища за 1 км                                              | Курган                                         | – << –                                                                                 | вис. 0,2 м       | Об’єкт  | Наказ УКіТ №25 від 02.03.05р.         |                                                               |
| 43.   |             | с. Шульське Роздольської с/ради. 2 кургани, розташовані на захід за 1 км та на південь за 0,7 км від села                                  | Кургани                                        | – << –                                                                                 | вис. 0,5-0,9 м   | Об’єкт  | Наказ УКіТ №25 від 02.03.05р.         |                                                               |
| 44.   |             | с. Сиваш Первомайської м/ради. 3 кургани, розташовані за 0,9 км на південь та південний захід від південної околиці села                   | Кургани                                        | Ревенко В.І., зав. відділу охорони пам’яток ХІМ. 2001 р.                               | вис. 0,5-1,5 м   | Об’єкт  | Наказ УКіТ №394 від 20.12.06р.        |                                                               |
| 45.   |             | с. Караченцев Грушинської с/ради. 3 кургани, розташовані за 0,8 км на захід від села                                                       | Кургани                                        | – << –                                                                                 | вис. 1,5-2,5 м   | Об’єкт  | Наказ УКіТ №394 від 20.12.06р.        |                                                               |
| 46.   |             | с. Кашпурівка Грушинської с/ради. 2 кургани, розташовані за 1,6 км на північний захід від північно-західної околиці села                   | Кургани                                        | – << –                                                                                 | вис. 0,4 – 0,6 м | Об’єкт  | Наказ УКіТ №394 від 20.12.06р.        |                                                               |
| 47.   |             | Харківська область, Зміївський район, Великогомільшанська селищна рада; Первомайський район, Єфремівська селищна рада.                     | Поселення «Новоберецьке»                       | О.С. Федоровський,К.В. Мизгін у 2008-2010рр.II-V ст.                                   | 18га             |         | Наказ УКіТ №463 від 19.12.11р.        |                                                               |
|       |             | |                                                |                                                                                        |                  |         |                                       |                                                               |

## Джерело
Лист Харківської Облдержадміністрації на запит ВМ УА від 28 березня 2012. Файли доступні на сайті конкурсу WLM.